# Gyula Tóth
Gyula Tóth (Budapest, 20 luglio 1920 – febbraio 1978) è stato un calciatore ungherese, di ruolo centrocampista.

## Carriera
Giocò in Serie A con la Lucchese.